# Gadarene Ridge
Gadarene Ridge är en bergstopp i Antarktis. Den ligger i Östantarktis. Australien gör anspråk på området. Toppen på Gadarene Ridge är 2 013 meter över havet, eller 13 meter över den omgivande terrängen. Bredden vid basen är 1,4 km.
Terrängen runt Gadarene Ridge är kuperad åt sydost, men åt nordväst är den platt.  Trakten är glest befolkad. Närmaste befolkade plats är Odell Glacier Station, 13,3 kilometer nordost om Gadarene Ridge.